# Oleg Kwasow
Oleg Konstantinowicz Kwasow (ros. Оле́г Константи́нович Ква́сов, ur. 1928, zm. 16 lipca 2012) – radziecki dyplomata.
W 1953 ukończył Moskiewski Państwowy Instytut Stosunków Międzynarodowych, potem pracował w redakcji Wydawnictwa Literatury w Językach Obcych i Państwowym Komitecie ds. Kontaktów Kulturalnych z Zagranicą. Od 1964 pracował w Ministerstwie Spraw Zagranicznych ZSRR, zajmował różne stanowiska w jego centralnym aparacie, 1964-1969 był radcą Ambasady ZSRR na Kubie, 1973-1976 posłem-radcą Ambasady ZSRR w Boliwii, a od 17 czerwca 1983 do 23 sierpnia 1990 ambasadorem nadzwyczajnym i pełnomocnym ZSRR w Argentynie.